# Boswellia socotrana
Boswellia socotrana es una especie de planta fanerógama perteneciente a la familia Burseraceae. Es un endemismo de Socotra, Yemen. 

## Hábitat
Se encuentra ampliamente distribuido en los bosques secos, bosques semicaducos, y con menos frecuencia en matorral con Croton socotranus, a una altitud de 50 a 600 metros. Un árbol fácilmente distinguible de los demás boswellias en la isla por las hojas que tienen tallos alados y numerosos, pequeños foliolos y las flores discretas de color amarillo pálido que se producen en panículas dispersas.

## Taxonomía
Boswellia socotrana fue descrita por John Hutton Balfour y publicado en Proceedings of the Royal Society of Edinburgh 11: 505. 1882.